# Грузинская мифология

Борджгали — старинный грузинский символ, обозначающий Солнце

Грузинская мифология — совокупность древнейших верований, сказаний, мифов и легенд грузинского народа, образующих политеистическую религию с элементами монотеизма.

## Наиболее известные персонажи грузинской мифологии
- Агуна — божество виноградарства и виноделия в Западной Грузии.
- Адгилис деда (груз. ადგილის დედა, прямой перевод — мать местности) — богиня места.
- Али (груз. ალი) — злые демоны, обитающие в горах, лесах, реках.
- Амбри — мифический великан.
- Амирани (груз. ამირანი) — мифический герой, сын Дали и охотника Дарджела.
- Апсати (груз. აფსათი) — божество птиц и зверей.
- Армази (груз. არმაზი) — согласно грузинским источникам, главный бог религии древней Грузии, установленной Фарнавазом I (IV век до н. э.).
- Баадури (груз. ბაადური) — герой, сын богов, борец против зла.
- Бакбак-дэви
- Барбале
- Батонеби
- Бегела
- Бедис мцерлеби (груз. ბედის მწერლები, прямой перевод — писцы судеб)
- Берика
- Босели
- Бочи
- Вешапи
- Воби
- Гац (груз. გაცი) и Гаим (груз. გაიმი) — вместе с Армази боги религии, установленной Фарнавазом I. Золотой идол Гаци и серебряный идол Гаими стояли рядом с идолами Армази и других древнегрузинских божеств в Армазцихе (территория совр. Мцхеты). После объявления христианства государственной религией (30-е годы IV в.) все идолы были уничтожены. Сведения о указанных божествах сохранились только в летописях, согласно которым Гаци, как и Гаими, называли «знающим самое сокровенное».
- Гиорги
- Гмерти (груз. ღმერთი, прямой перевод — бог (дохристианское понимание))
- Дали (груз. დალი) — богиня охоты.
- Дэви
- Дедабери (груз. დედაბერი, прямой перевод — старуха) — в некоторых сказаниях — ведьма.
- Джвари
- Дилис Варсквлави (груз. დილის ვარსკვლავი, утренняя звезда) — бог зимы, служеник Тамара.
- Добилни (груз. დობილნი, прямой перевод — сёстры)
- Задени (груз. ზადენი) — богиня в Фарнавазианской религии.
- Иахсари
- Каджи
- Камари
- Квириа
- Копалa (груз. კოპალა) — мифический герой, лучник.
- Ламара (груз. ლამარა)
- Лахцари (груз. ლახცარი) — мифический герой, сын Мориге и друг Баадури.
- Мамбери
- Мацили
- Миндорт Батони (груз. მინდორთ ბატონი, прямой перевод — господин (бог) полей)
- Мориге (груз. მორიგე) — властелин небес.
- Мзекала (груз. მზექალა) — богиня солнца, покровительница виноделия.
- Нацилиани
- Очопинтре
- Очокочи
- Паскунджи
- Пиркуши (груз. პირქუში прямой перевод — мрачный) — сказочный кузнец.
- Рашиэ
- Рокапи
- Сахлис Ангелози (груз. სახლის ანგელოზი, прямой перевод — ангел дома)
- Тамар (груз. თამარი) — другое имя Ламары.
- Тедоре
- Тетри Гиорги (груз. თეთრი გიორგი прямой перевод — белый (святой, божественный) Гиорги) — борец и бог Луны.
- Ткаши-мапа
- Тулепиа-Мелиа